# Матьё, Клод Луи
Клод Луи Матьё (фр. Claude Louis Mathieu; 25 ноября 1783, Макон — 5 марта 1875, Париж) — французский астроном, математик, занимался определением расстояний звезд.
Член Парижской академии наук (1817).

## Биография
Не получил в детстве никакого образования и самоучкой пристрастился к математике; благодаря счастливой случайности, знакомству с учёным аббатом Сигарном, получил возможность поехать в Париж, где был обласкан Даламбером и в 1803 году принят в Политехническую школу. Здесь он подружился с Араго и вместе с ним, по окончании курса, оставлен при Парижской обсерватории.
С 1807 года состоял секретарём обсерватории, а труды его были вознаграждены премией Лаланда. В 1817 году избран членом Академии наук на место Мессье. Позже он работал профессором астрономии в Коллеж де Франс, Париж. Был профессором математики и геодезии в Политехнической школе с 1829 года. В 1827 году Матьё издал последний том «Истории Астрономии» Деламбра. Матьё производил астрономические наблюдения, участвовал в геодезическом соединении Англии и Франции, но всего более посвящал свои труды изданиям «Connaissance des temps» и «Annuaire de Bureau des Longitudes», которыми заведовал до самой смерти. В течение многих лет он редактировал работу по статистике народонаселения, «L'Annuaire du Bureau des Longitude», и публиковал «Историю астрономии XVIII века» (1827). Подобно своему другу и родственнику Араго (он был женат на сестре Араго), Матьё участвовал и в политике: сограждане неоднократно избирали его в палату депутатов (1834-1848). В 1849 году он добровольно оставил собрание, но продолжал быть горячим патриотом; в печальную зиму 1870—1871 годах, несмотря на преклонный возраст, Матьё был в Париже и возбуждал мужество в окружающих. Биография напечатана в «Monthly Notices» M. т. 36.